# Эттли, Клемент
Кле́мент Ри́чард Э́ттли, 1-й граф Эттли, (англ. Clement Richard Attlee, 1st Earl Attlee, 3 января 1883, Патни, Суррей — 8 октября 1967, Лондон) — британский политический и государственный деятель, лидер Лейбористской партии, премьер-министр Великобритании в 1945—1951 годах. После отставки Чемберлена в 1940 году вошёл в коалиционный кабинет во главе с Уинстоном Черчиллем. Председательствовал в Комитете Лорда-председателя, отвечавшем за гражданские вопросы во время Второй мировой войны, был вторым человеком в «Военном кабинете» после Черчилля. Занимал должности секретаря по доминионам (1942—1943), заместителя премьер-министра (1942—1945) и Лорда-председателя Совета (1943—1945). Единственный член правительства Черчилля 1940—1945 годов, кроме самого премьера, непрерывно входивший в его состав.

## Биография
Родился в Лондоне в семье адвоката. В 1904 году окончил Оксфордский университет, где изучал новейшую историю. Позднее Эттли получил юридическое образование. Работая с детьми из рабочего класса, Эттли сменил свои взгляды с консервативных на социалистические и в 1908 году вступил в Независимую рабочую партию. В 1909 году короткое время был секретарём Беатрисы Вебб. В 1911 году по заданию правительства Великобритании ездил по стране, разъясняя разработанный по инициативе канцлера казначейства Дэвида Ллойд Джорджа Закон о национальном страховании. В 1912 году начал преподавать в Лондонской школе экономики.
Во время Первой мировой войны Эттли был капитаном Южноланкаширского полка и принимал участие в Дарданелльской операции. Несмотря на её провал, высоко оценивал как стратега её инициатора Уинстона Черчилля. Переболел дизентерией, затем вернулся в действующую армию. Участвовал также в Месопотамской кампании, где был ранен в ногу. В 1917 году получил звание майора. Последние месяцы войны провёл на Западном фронте.
После войны преподавал в Лондонской школе экономики, а также вернулся в местную политику. В 1919 году был избран мэром муниципального района Степни в Лондоне, одного из беднейших в городе. На этом посту Эттли предпринял меры по борьбе с недобросовестными арендодателями, завышавшими арендную плату, но не поддерживавшими жильё в пригодном для жизни состоянии, чем принудил домовладельцев к ремонту сдаваемой жилой площади. Он также добился улучшения санитарного состояния района, благодаря чему, в частности, уменьшилась детская смертность.

### Депутат. Первые посты в правительстве
На выборах 1922 года Эттли был избран членом Палаты общин от избирательного округа Лаймхаус в Степни. В то время он был горячим сторонником Джеймса Рамсея Макдональда и служил его личным парламентским секретарём в 1922 году. Впервые вошёл в правительство в 1924 году, заняв пост заместителя военного министра (госсекретаря) в недолговечном первом лейбористском правительстве во главе с Макдональдом.
Не поддержал крупнейшую в истории страны всеобщую стачку 1926 года на том основании, что не был согласен с использованием забастовки в качестве средства политической борьбы, но и не препятствовал ей, заключив сделку с профсоюзом электриков, по которой они продолжали подавать электропитание в больницы, но не на заводы. В 1927 году вошёл в конституционную комиссию Саймона, созданную для изучения положения в Индии и возможности предоставления ей самоуправления; был одним из немногих английских политиков, благосклонно относившихся к диалогу с индийским национально-освободительным движением.
Вернулся в правительство в 1930 году, заняв пост Канцлера герцогства Ланкастерского вместо выбывшего из рядов лейбористов Освальда Мосли. Во время второго лейбористского кабинета Эттли постепенно разочаровался в Макдональде, найдя того тщеславным и некомпетентным. Был министром почты (главным почтмейстером) на момент кризиса 1931 года и накануне формирования Макдональдом правительства «национального единства» с консерваторами и либералами, после чего лейбористы потерпели сокрушительное электоральное поражение, а Артур Хендерсон и большинство прочих лидеров партии потеряли свои места.
Джордж Лэнсбери и Эттли были среди немногих оставшихся депутатов-лейбористов, имевших опыт работы в правительстве — первый был избран лидером партии (и оппозиции), а Эттли — его заместителем. После травмы Лэнсбери в конце 1933 года Эттли на протяжении девяти месяцев исполнял обязанности лидера, однако личные финансовые затруднения, связанные с болезнью жены, подняли вопрос о его уходе из политики. Стаффорд Криппс согласился выплачивать Эттли дополнительную зарплату на лечение жены и убедил его остаться.

### Лидер лейбористов
С 1935 по 1955 годы Эттли — лидер Лейбористской партии. Джордж Лэнсбери покинул пост лидера Лейбористской партии после того, как делегаты партийной конференции 1935 года проголосовали за санкции против фашистской Италии в связи с её агрессией против Эфиопии. Эттли, назначенный 25 октября 1935 года временным партийным лидером лейбористов, привёл их к выборам в том же году, на которых партия частично оправилась от поражения 1931 года. 26 ноября 1935 года он был официально утверждён в качестве нового лидера после внутрипартийных выборов, на которых ему противостояли Герберт Моррисон и Артур Гринвуд.
Первоначально Эттли недооценивал опасность экспансионистских настроений нацистской Германии и выступал против перевооружения Великобритании. Однако с ростом угрозы со стороны Третьего Рейха к 1937 году Лейбористская партия оставила пацифистские лозунги и выступила против политики умиротворения агрессора, которую проводил премьер-министр Невилл Чемберлен (в частности, против Мюнхенского соглашения). В 1937 году Эттли, выражая солидарность с испанскими республиканцами, посетил охваченную гражданской войной Испанию и навестил британский батальон интербригад.
В 1940 году вошёл в коалиционное правительство Черчилля из консерваторов, лейбористов и либералов, заняв пост Лорда-хранителя Малой печати. С февраля 1942 года заместитель премьер-министра. Также некоторое время был на должности государственного секретаря по делам доминионов. Эттли и Черчилль были единственными, кто оставались в «Военном кабинете» от начала его существования до конца. Эттли поддерживал Черчилля в продолжении сопротивления Великобритании после капитуляции Франции в 1940 году и голосовал против переговоров со странами Оси.

### Премьер-министр

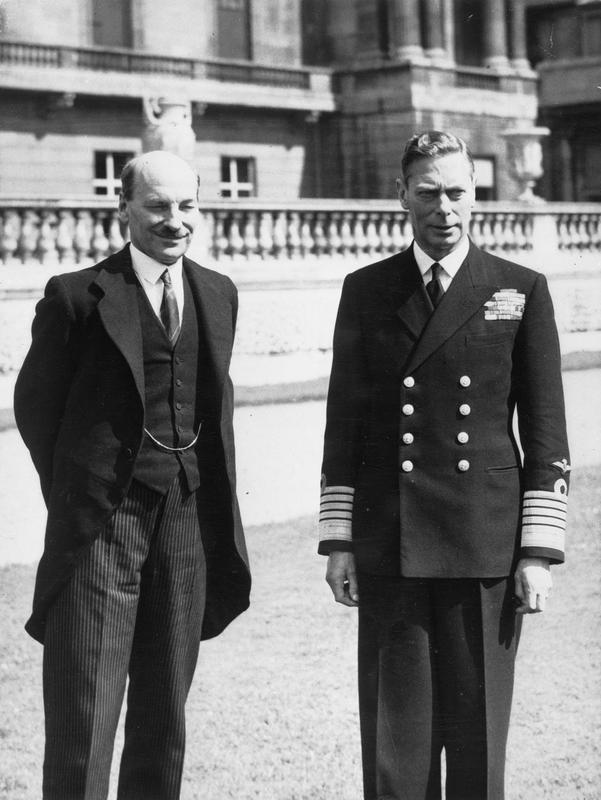
Король Георг VI с Клементом Эттли после победы лейбористов на выборах 1945 года

Эттли был настроен сохранить коалицию до полного окончания войны (капитуляции Японии), однако в его партии стали требовать новых выборов по мере приближения союзников к победе в Европе; в итоге Эттли просил Черчилля назначить парламентские выборы на октябрь 1945 года, но тот решил сыграть на опережение и провёл выборы ещё раньше, 5 июля, уповая на свою популярность как национального лидера в годы войны.
Считая, что их победа предрешена, консерваторы строили свою кампанию исключительно на личности своего руководителя, тогда как предвыборная программа лейбористов обещала не только восстановить страну после войны, но и создать в Великобритании государство «всеобщего благоденствия» в соответствии с идеями демократического социализма (в программе от апреля 1945 года «Лицом к будущему» впервые в истории Лейбористской партии конечной целью провозглашалось «создание в Британии социалистического общества»).
26 июля были объявлены окончательные результаты парламентских выборов, подтвердившие сенсационную победу лейбористов на выборах 1945 года. Согласно подсчёту голосов, лейбористы впервые получили абсолютное большинство в Палате общин (393 мандата). В этот же день Эттли сменил Черчилля в должности премьер-министра Великобритании и с 28 июля заменил его на Потсдамской конференции.
Премьерство Эттли пришлось на тяжёлые годы послевоенного восстановления и начала холодной войны; при нём Великобритания заняла осторожную позицию относительно участия в складывавшихся европейских структурах, но в целом во внешней политике ориентировалась на США (в июле 1948 года в Восточной Англии были размещены первые подразделения армии США), участвовала в реализации «плана Маршалла», выступила соучредителем НАТО, а также вела колониальную войну в Малайе и сыграла неоднозначную роль в ходе индийско-пакистанского и арабо-израильского конфликтов. Одновременно, предоставив независимость Индии, Эттли сделал первый и самый важный шаг в деле преобразования Британской империи в Содружество наций.

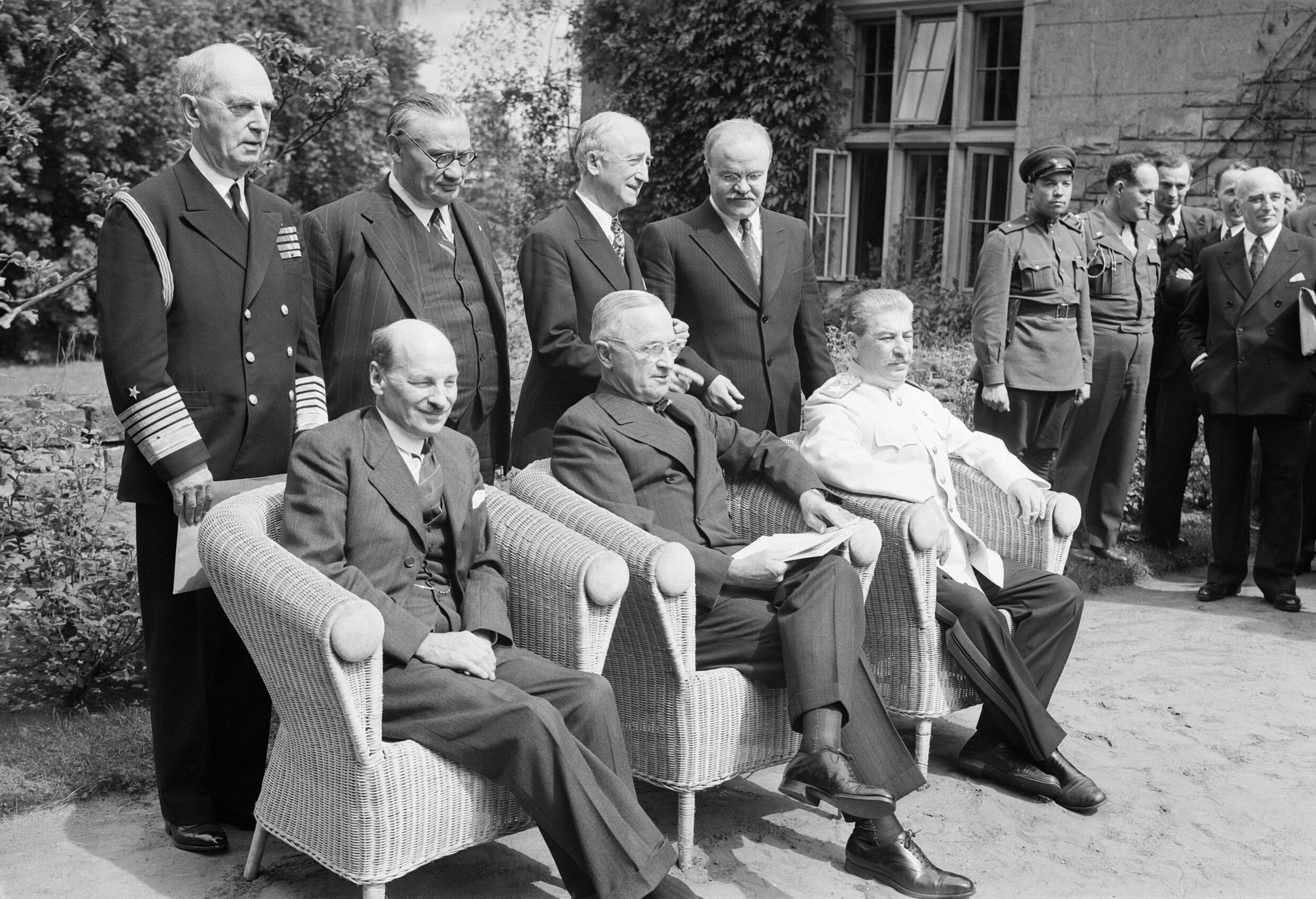
Премьер Эттли, Трумэн, Сталин. 1 августа 1945 года

Во внутренней политике с целью повышения жизненного уровня рабочего класса был проведён ряд социальных реформ, обеспечены рабочие места после войны, национализирован ряд отраслей британской экономики (угольная (национализирована 21 мая 1946 года), сталелитейная и газовая промышленность, железные дороги (18 декабря 1946 года), гражданская авиация (7 мая 1946 года), электроэнергетика (4 февраля 1947 года), коммунальное хозяйство, Банк Англии (20 декабря 1945 года) и т. п. — в общей сложности около 20 % экономики Великобритании).
Министром иностранных дел стал Эрнест Бевин, министром внутренних дел — Герберт Моррисон; лидер левого крыла лейбористов Эньюрин Бивен получил министерство здравоохранения, где он инициировал создание в 1948 году Национальной службы здравоохранения (Закон о здравоохранении 1946 года предусматривал национализацию больниц и бесплатную медицинскую помощь за счёт небольших взносов в больничную кассу), а также субсидирование лекарств и расширение спектра медицинских услуг. Тот же Бивен сыграл важную роль в принятии в 1951 году закона, отменявшего установленный во время войны запрет на забастовки.
В целом при Эттли государственные расходы на социальную защиту увеличились в 2,5 раза. Вводились законы, касавшиеся помощи бедным, пенсий по старости, инвалидности и потери кормильца, детских пособий и других государственных обязательств. Так, новое правительство провело обеспечивающий их и учреждавший Национальный фонд страхования закон 1946 года о социальном страховании. Закон об образовании предусматривал реорганизацию школьной системы и вводил всеобщее бесплатное среднее образование. В рамках крупномасштабного жилищного строительства было сооружено порядка 1 миллиона жилых домов. Кроме того, было сокращено количество членов Палаты общин.
В 1948 году планировал приостановить работу Палаты Лордов.
Эттли был первым премьером-лейбористом, пробывшим в должности весь парламентский срок и располагавшим большинством в Палате общин. На объявленных им досрочных парламентских выборах 23 февраля 1950 года лейбористы сумели завоевать победу, хотя и непрочную — их отрыв от консерваторов уменьшился с рекордных 196 мест до 33.
Введённый министром финансов (канцлером казначейства) Хью Гейтскеллом режим «жёсткой экономии» на фоне участия Великобритании в Корейской войне и повышения военных расходов вызвал кризис в правительстве и выход из него представителей левого крыла (Эньюрин Бивен, Гарольд Вильсон); в ответ Эттли пошёл на досрочные выборы в октябре 1951 года. На них лейбористы получили первое место и показали лучший результат, чем когда-либо прежде — почти 14 миллионов (48,8 %) голосов, — но в силу особенностей мажоритарной системы проиграли консерваторам; Эттли вновь уступил должность консерваторам в лице Черчилля.

### Наследие
В 1955 году ему пожаловано наследственное пэрство (1-й граф Эттли Уолтемстоунский и виконт Прествудский); внук его, нынешний граф Эттли, был переизбран в Палату лордов и после её реформы.
Большое влияние в молодости на него оказала работа Роберта Блэтчфорда «Старая добрая Англия». Эттли был известен крайней скромностью и непритязательностью и избегал напыщенности в речах; когда скромность поставили ему в упрёк, Черчилль, по преданию, сказал, что для скромности у мистера Эттли есть все основания. Историками Эттли считается одним из самых выдающихся премьеров XX века, его поклонницей являлась даже такой лидер консерваторов, как Маргарет Тэтчер.
Во время обсуждений, предшествовавших установке очередного памятника Черчиллю в 1973 году, лорд Блайтон заявил: «Я думаю, мы должны помнить, что он [Черчилль] не выиграл последнюю войну в одиночку. У него были такие люди, как Клем Эттли и Эрни Бевин».